# والری تاداروفسکی
والری پترویچ تاداروفسکی (روسی: Вале́рий Петро́вич Тодоро́вский؛ زادهٔ ۹ مهٔ ۱۹۶۲) کارگردان فیلم، تهیه‌کننده فیلم و فیلم‌نامه‌نویس اهل است.
از فیلم‌ها یا مجموعه‌های تلویزیونی که وی در آن‌ها نقش داشته‌است می‌توان به ابله اشاره نمود.